# Ernst Tittel
Ernst Tittel (26. dubna 1910 Šternberk – 28. července 1969 Vídeň) byl rakouský skladatel, varhaník a hudební teoretik.

## Život
Ernst Tittel pocházel z nábožensky a hudebně založené rodiny. Jeho rodiče Karel a Antonie, roz. Kobliezek, zpívali v chrámovém sboru šternberského kostela Zvěstování Panny Marie. Tady si malý Ernst vybudoval silný vztah k hudbě. Cvičil nejdříve hru na housle, po dětské obrně hrával na harmonium a především začal komponovat vlastní skladby, které byly uváděny ve šternberském kostele. Komponování se učil z partitur v Německé Loděnici, kde hrával i na varhany a kde byl jeho strýc Josef Tittel farářem. Byl třetím ze sourozenců, nejmladší sestra Elizabeth zemřela ve čtrnácti letech, starší bratr Karel a sestra Gertrud odešli po studiích ve Vídni do Düsseldorfu (kde Ernst potkal svou budoucí manželku Franzisku, vzali se 1939). Ernst Tittel absolvoval roku 1928 šternberskou Vyšší reálnou školu a studoval poté církevní hudbu a kompozici na vídeňské Akademii hudebních a dramatických umění a také muzikologii na Vídeňské univerzitě, kde v roce 1935 disertační prací „Simon Sechter als Kirchenkomponist“ (Simon Sechter jako církevní skladatel, vč. prací) získal titul Dr. phil.
Jako varhaník pracoval už od roku 1932 až do konce života ve vídeňském františkánském kostele sv. Jeronýma a jeho hru na varhany vysílal v letech 1934 až 1969 v pořadu Geistlichen Stunde i vídeňský rozhlas. V roce 1936 byl Tittel jmenován lektorem hudební teorie na vídeňské hudební akademii a v roce 1961 zde byl jmenován řádným profesorem. V roce 1965 získal také učitelské místo pro předmět Musica sacra na katolické teologické fakultě vídeňské univerzity. Jeho pedagogická činnost vyvrcholila revizí Gradus ad Parnassum od Johanna Josepha Fuxa, která vyšla ve Vídni v roce 1959 pod názvem Der neue Gradus. Jako hudební historik napsal také dějiny rakouské církevní hudby Österreiche Kirchenmusik. Werden – Wachsen – Wirken (Herder, 1961), klasické dílo, které šlo do hloubky a které obohatilo mnoho generací hudebníků. Jako skladatel vytvářel hlavně chrámovou hudbu a sborová díla. Za zmínku stojí zejména jeho „Kleine Festmesse“ (Malá slavnostní mše) op. 37, která se v Rakousku hraje dodnes.
Nejvíce aktivní byl v 50. letech, v 60. letech již začal postupně trpět hluchotou. Ernst Tittel byl vyznamenán rakouským čestným odznakem Za vědu a umění (1960) za svou angažovanost v Rakousku (mimo jiné se spolu s Gerhardem Frotzem snažil zlepšit sociální postavení církevních skladatelů). Jeho hudební tvorba byla brzy oceněna různými cenami, včetně rakouské Státní ceny za hudbu v roce 1952 za jeho světské dílo „Polyhymnia“. Jeho epochální církevní hudba byla naopak korunována nejvyšším papežským vyznamenáním, byl jediným církevním hudebníkem v Rakousku 20. století, který získal velitelský kříž Řádu sv. Řehoře Velikého (1961). Prostřednictvím rozhlasového vysílání nedělní mše z kostela sv. Jeronýma byl Ernst Tittel známým liturgickým varhaníkem daleko i za hranicemi země. Pohřben byl na vídeňském ústředním hřbitově (10-19-90).

## Skladby (výběr)
- Missa super „Innsbruck, ich muss dich lassen“, op. 7b (1936)
- Missa Mariana, op. 32 (1949)
- Kleine Festmesse (Malá slavnostní mše), op. 37 (1950)
- Toccata und Fuge in e-Moll für Orgel (Toccata a fuga e-moll pro varhany), op. 49 (1951)
- Missa festiva in F, op. 52 (1951) (mše Klemens Maria Hofbauer)
- Missa „Cum Jubilo“, op. 66 (1953)
- Altöttinger-Muttergottes-Messe, mše op. 61 (1954)
- Missa Gregoriana, op. 62 (1954)
- Toccata für Orgel (Toccata pro varhany), op. 63 (1954)
- Missa de Angelis (Andělská mše), op. 67 (1956)
- Franziskusmesse, op. 78 pro smíšený sbor a varhany (1964)
- Klosterneuburger Messe (1968)
- Missa "Laudate Dominum“, op. 84 (1969)
- Intrada (pro varhany, 3 trubky v C a 3 pozouny, název poslední skladby)

Dále různé duchovní sbory a cappella, včetně populárního „Jubilate Deo“. Celkem složil 300 děl, z toho přes 25 latinských mší.